# Kalmusrivier
Kalmusrivier (Zweeds – Fins: Kalmusjoki) is een rivier annex beek, die stroomt in de Zweedse  gemeente Kiruna. De rivier ontstaat in het Kalmusravijn, alwaar zich soms door onvoldoende waterafvoer een meer vormt. De rivier annex beek stroomt naar het noorden en verenigt zich met de Vittankirivier. Ze is circa twaalf kilometer lang.
Afwatering: Kalmusrivier → Vittankirivier → Könkämärivier →  Muonio → Torne → Botnische Golf